# 捍衛戰士：獨行俠
是一部於2022年上映的美國動作劇情片，1986年電影《捍衛戰士》的續集，由約瑟夫·柯金斯基執導，埃仁·克魯格、艾瑞克·華倫·辛格和克里斯多福·麥奎里撰寫劇本，彼得·克萊格和賈斯汀·馬克斯撰寫故事；湯姆·克魯斯、麥爾斯·泰勒、珍妮佛·康納莉、喬·漢姆、格倫·鮑威爾、路易斯·普曼、艾德·哈里斯和方·基墨主演。
本片由派拉蒙影業定檔2022年5月27日在美國上映；院線上映90天後於串流平台派拉蒙+上線。電影在影評界及觀眾間獲得極佳好評，口碑更勝前集，全球票房大賣接近15億美元，為2022年全球票房排行亞軍（僅次於《阿凡達：水之道》）。美國電影學會將該片列為2022年十佳電影名單之一。此外，該片還獲得第95屆奧斯卡金像獎六項提名，最終贏得最佳音效奖。

## 劇情
彼得·「獨行俠」·米契爾上校已在美國海軍服役36年，憑他的資歷功勳至少可官拜二星少將，然而他卻為了能繼續飛行而拒絕晉升，選擇繼續擔任一名戰機試飛員。也和以前一樣經常不按軍令行事而惹出不少麻煩，多年來一直是一個令海軍相當頭痛的人物。某天，海軍少將切斯特·「鐵鎚」·肯恩企圖中止極音速飛行實驗機「暗星」計劃並打算將資金轉撥到旗下較具發展性的無人機項目。獨行俠為保住暗星計劃，而在肯恩抵達臭鼬工廠基地前駕駛「暗星」並加速至突破10馬赫，最後機體在10.3馬赫時開始失控，並在10.4馬赫時不堪負荷而解體失事，獨行俠則彈射生還。肯恩以此事勒令獨行俠停飛，但獨行俠的老戰友、現任太平洋艦隊司令湯姆·「冰人」·卡贊斯基卻把他調回加利福尼亞州聖地牙哥的北島海軍航空站，即美國海軍戰鬥機武器學校：Top Gun。
在中將博·「旋風」·辛普森和少將所羅門·「術士」·貝茨的命令下召回了一批自Top Gun結訓的F/A-18E/F超級大黃蜂年輕精英飛行員，獨行俠奉命訓練他們以執行秘密轟炸任務。根據線報，某敌对國家（以伊朗為原型）與某大國結盟，在峽谷盡頭的低窪處建造地下設施進行鈾濃縮作業，而峽谷周邊除配置多座防空飛彈陣地外，附近亦有停放多架第五代戰鬥機苏-57、Mi-24雌鹿直升機和舊式F-14雄貓式戰鬥機的空軍基地。另外由於地形及GPS干擾等因素使F-35C“閃電II”戰鬥機毫無用武之地，只能以目視飛行的方式低空突入，於是獨行俠建議出動兩組四架配備激光制導炸彈的F/A-18E/F，其中一組負責炸開設施閘口，另一組則自閘口炸毀整個設施，獨行俠希望以組員最有可能生還的方式擬定作戰。因此隊員必須沿着河谷以最小100英尺（30）至最大300英尺（91）的高度進行超低空高速飛行，在穿越被敵方雷達監控的防区后依山势爬升再俯冲的方式摧毁目标，且投彈後飛行员必须承担高达9G力以上的身体负荷，並將戰機推至超越「海軍航空訓練與作戰程序標準化」明訂的極限才能脫離戰區。然而更令獨行俠煩惱的是已故搭檔「呆頭鵝」之子也在選召名單中。獨行俠前往航空站附近的酒吧獨自飲酒時，卻遇見了离异单身的前女友潘妮·班傑明，兩人逐漸舊情復燃。
獨行俠起初並不被學員們接納，特別是自視甚高的傑克·「劊子手」·塞雷辛，以及已故搭檔「呆頭鵝」的兒子布雷德利·「公雞」·布雷德蕭。公雞尤其怨恨獨行俠，認為他暗中抽出了自己的美國海軍學院申請，耽誤了自己的職業生涯。在訓練期間，學員們見識到獨行俠進行纏鬥戰與執行各類戰術機動的能耐，對這位技術精湛的老前輩敬佩有加。而劊子手從當年的舊照片發現了公雞父親與獨行俠的搭檔關係並大肆宣揚，令公雞惱羞成怒差點和劊子手大打出手。獨行俠後來又與身患喉癌的冰人見面，獨行俠對於公雞左右為難，他不希望在呆頭鵝後又害死他兒子，但又認為如果不讓公雞出任務的話公雞將永遠恨他，冰人理解他的苦衷並建議獨行俠放下過去，亦展現了他對獨行俠執行任務的信心。而恢復了往日親密關係的獨行俠與潘妮兩人在敘舊時，獨行俠坦承他在公雞母親臨終時答應她不讓公雞冒險去當駕駛員，所以才會抽掉他的申請書並處處保護他，沒想到卻影響了公雞的仕途長達四年。數日後由於敵方提早啟用核精煉設施，而學員傑維·「郊狼」·馬查多因黑視症昏迷差點墜機，一同訓練的學員娜塔莎·「鳳凰」·特雷斯和武器系統操作官羅伯特·「巴布」·弗洛伊德搭檔的雙座戰機也遭鳥擊而意外墜毀，兩人成功彈射逃生後住院觀察，而此時又適逢冰人辭世，獨行俠和其他飛行員全都出席了他的葬禮。
冰人死後，獨行俠遭辛普森中將永久禁飛，並且認為獨行俠的方案過於激進，因而決定接管整個訓練並把門檻降低，以飛行員的風險換取轟炸的成功。然而此時獨行俠卻抗命以單機實際演練展示整個作戰確實能成功執行，最終令辛普森中將任命獨行俠為本作戰的隊長。獨行俠挑選了鳳凰和巴布為隊員，第二小隊則由公雞以及魯本·「復仇者」·費奇和武器系統操作官米奇·「迷弟」·加西亞組成，其餘成員則留在航空母艦上待命。任務在獨行俠的帶領下正式啟動，小隊成功按照原計劃低空躲避防空飛彈偵測，同時艦隊中的提康德羅加級發射多枚戰斧巡弋飛彈進行空襲，破壞敵方空軍基地的跑道與機庫令敵機無法升空。四架戰機成功摧毀核精煉設施，但在爬升脫離戰區時遭到防空飛彈鎖定，小隊為閃避大量飛彈而陷入一片混亂。獨行俠眼見热诱弹用盡的公雞就快被擊落，挺身而出以剩餘的热诱弹配合眼鏡蛇機動替他擋下致命一擊，但自己卻遭飛彈擊落。辛普森中將認為雙方戰機存在世代差，為顧及剩餘隊員安危，決定將小隊全員召回並禁止救援。公雞卻違抗命令獨自留下搜索獨行俠下落，並摧毀追擊獨行俠的Mi-24直升機，但同時也被敵方防空飛彈击中而被迫彈射。
兩人會合後前往敌方空軍基地，偷走了一架沒被空襲摧毀的老舊F-14戰鬥機。當兩人打算返回航空母艦時，兩架巡邏返航的敵方隱形戰機悄悄跟了上來。獨行俠本想藉機體的識別信號來混淆敵機，但在不解對方手勢而行蹤敗露之際，因公雞的鼓勵而果斷轉為交戰。並利用四代機擅長纏鬥的特性，以近距離空戰偷襲成功，擊落敵機後兩人繼續返航，但前方海面上卻突然出現第三架敵機，兩人在彈藥耗盡的情況下打算彈射逃生，然而彈射功能卻年久失修無法使用，千鈞一髮之際“劊子手”趕來支援並擊毀敵機，成功救出兩人。最後返回航空母艦成功迫降後眾人大肆慶祝，劊子手和公雞也冰釋前嫌。
事件過後，獨行俠和公雞言歸於好，並合力修復獨行俠的P-51戰鬥機。最後獨行俠駕駛P-51載著潘妮翱翔天際，公雞則微笑地看著自己與獨行俠的合影，旁邊放了父親呆頭鵝與獨行俠年輕時的合照。

## 演員

### 前作關聯角色
- 湯姆·克魯斯飾演彼得·「獨行俠」·米契爾上校（Captain Pete "Maverick" Mitchell）：試飛員和飛行教官，為了能夠繼續飛行，多年來保留上校軍銜而拒絕晉升。
- 麥爾斯·泰勒飾演布雷德利·「公雞」·布雷德蕭上尉（Lieutenant Bradley "Rooster" Bradshaw）：飛行員，彼得已故的搭檔尼克·「呆頭鵝」·布雷德蕭中尉的兒子。曾在壮志凌云第一集中短暂出现。
- 方·基墨飾海軍上將湯姆·「冰人」·卡贊斯基（Admiral Tom "Iceman" Kazansky）：彼得曾經的戰友，後升爲四星上將兼現任美國海軍太平洋艦隊司令（英语：Commander, U.S. Pacific Fleet），多年來一直支持和保護彼得，后因喉癌去世[註 5]。
- 珍妮佛·康納莉飾演潘妮·班傑明（Penny Benjamin）：經營酒吧的單親媽媽，是前海軍上將的女兒。（於前作中僅被提及[註 6]）

### 新角色
- 珍·路易莎·凱利（英语：Jean Louisa Kelly）飾演莎拉·卡贊斯基（Sarah Kazansky）：湯姆·「冰人」·卡贊斯基的妻子。
- 伊蓮娜·瑞伊（英语：Lyliana Wray）飾演艾蜜莉雅·班傑明（Amelia Benjamin）：潘妮的女兒。
- 喬·漢姆飾演海軍中將博·「旋風」·辛普森中將（Vice Admiral Beau "Cyclone" Simpson）
- 查爾斯·帕內爾（英语：Charles Parnell (actor)）飾演海軍少將所羅門·「術士」·貝茲（Rear Admiral Solomon "Warlock" Bates）
- 艾德·哈里斯飾演海軍少將切斯特·「鐵鎚」·肯恩（Rear Admiral Chester "Hammer" Cain）
- 巴希爾·薩拉赫（英语：Bashir Salahuddin）飾演伯尼·「宏多」科爾曼一級准尉（Warrant Officer 1 Bernie "Hondo" Coleman）
- 格倫·鮑威爾飾演傑克·「劊子手」·塞雷辛上尉（Lieutenant Jake "Hangman" Seresin）：飛行員。
- 路易斯·普曼飾演勞勃·「鮑勃」·弗洛伊德上尉（Lieutenant Robert "Bob" Floyd）：「鳳凰」的武器系統操作官。
- 莫妮卡·巴巴羅飾演娜塔莎·「鳳凰」·崔斯上尉（Lieutenant Natasha "Phoenix" Trace）
- 傑·艾利斯（英语：Jay Ellis）飾演魯本·「復仇者」·費奇上尉（Lieutenant Reuben "Payback" Fitch）
- 丹尼·拉米瑞茲飾演米奇·「迷弟」·加西亞上尉（Lieutenant Mickey "Fanboy" Garcia）：「復仇者」的武器系統操作官。
- 葛瑞格·塔贊·戴維斯飾演傑維·「郊狼」·馬查多上尉（Lieutenant Javy "Coyote" Machado）
- 曼尼·賈辛托飾演比利·「弗里茲」·阿瓦上尉（Lieutenant Billy "Fritz" Avalone）
- 傑克·舒馬赫飾演尼爾·「奧馬哈」·維坎德上尉（Lieutenant Neil "Omaha" Vikander）
- 傑克·皮金（英语：Jake Picking）飾演布萊根·「哈佛」·倫諾克斯上尉（Lieutenant Brigham "Harvard" Lennox）
- 雷蒙·李（英语：Raymond Lee (actor)）飾演洛根·「耶魯」·李上尉（Lieutenant Logan "Yale" Lee）
- 卡拉·王（Kara Wang）飾演凱莉·「光環」·巴塞特上尉（Lieutenant Callie "Halo" Bassett）
- 鮑伯·斯蒂芬森（英语：Bob Stephenson (actor)）飾演高階工程師

## 製作

### 開發
最初宣传新片《生于七月四日》的时候，主演汤姆·克鲁斯认为主张拍摄《壮志凌云》续集的观点“不负责任”。到2010年，派拉蒙启动续集开发工作，向傑瑞·布洛克海默和托尼·斯科特表达制作续集的意愿，计划安排克鲁斯回归。被问到对新片的想法时，斯科特表示：“现在这个世界让我着迷，因为它不是原本那样了。但我不想做一部重启之作，也不想再发明一些东西，我想要一部全新的电影。”据称新片会着重展现缠斗时代结束、无人机登陆现代空战、克鲁斯的角色独行侠驾驶F/A-18超级大黄蜂。然而到了2012年，托尼·斯科特的自杀让续集前景极不明朗，但制片人布洛克海默致力推动项目成行，特别是考虑到克鲁斯和基尔默对新片感兴趣。2017年7月，克鲁斯表示续集会定名为《壮志凌云：独行侠》，而且“后续作品片名不会有编号”。他表示新片“会是一部竞赛题材的电影，和第一部类似”，但澄清新片“对独行侠来说会是一大进步”。2017年7月，在2013年电影《遺落戰境》中与克鲁斯合作的約瑟夫·柯金斯基宣布出任导演。柯金斯基在《不可能的任務：全面瓦解》的片场会见了克鲁斯，向他带去一本造型册、一张海报和片名《壮志凌云：独行侠》。之后克鲁斯联系派拉蒙董事长吉姆·贾诺普洛斯，请求拍摄电影。2019年6月19日，派拉蒙在巴塞罗那欧洲电影博览会举行新片推介会，公布了新片的一些镜头。会上，国际院线发行（International Theatrical Distribution）总裁马克·维安（Mark Viane）与世界营销发行（Worldwide Marketing and Distribution）联席总裁玛丽·戴利（Mary Daily）身穿飞行装束亮相，为影片造势。

### 編劇
2010年年中，克里斯托夫·迈考利接任续集编剧，当时谣传他会把克鲁斯扮演的独行侠写成配角。次年，阿什利·爱德华·米勒和扎克·斯坦茨被列为项目编剧。2012年3月，片方安排彼得·克雷格按照斯科特的方向起草新剧本。然而，斯科特在同年8月自杀，给项目增添了不明朗因素。2014年3月，布洛克海默向《赫芬顿邮报》透露制作团队会采用新设定，以展现战斗机飞行员被无人机淘汰。2014年9月，随着贾斯汀·马克斯参与编剧谈判，续集计划正式败部复活。马克斯表示续集是他自己“梦寐以求的项目”，因为第一部是他心目中的“神级电影”，激励他走上从影道路。为了用当下的时代展现影片的故事，他特地研究了联合打击战斗机计划和F-35战机。
臨終前，斯科特完成劇本定稿，開始勘景。事發一個星期前，他和克魯斯前往內華達州法倫海軍航空基地視察。《荷里活報道》透露續集會有三部曲。
柯金斯基与正在巴黎拍摄《不可能的任務：全面瓦解》的克鲁斯讨论剧本内容，期间提出两个构思：第一个构思是将感情内核放在独行侠与呆头鹅儿子的紧张关系上，映衬危险的飞行战斗任务；第二个构思是突出独行侠在海军“暗星”计划中担任的角色，以及计划的秘密。柯金斯基确认出任导演时，《無路可退》的编剧埃里克·沃伦·辛格受命重写剧本。2018年10月，克鲁斯的老搭档麥哥利参与剧本重写。麥哥利决定忽略第一部的大部分内容，甚至与美國海軍藍天使特技飛行隊一同飞行。到2020年1月，埃仁·克魯格、艾瑞克·華倫·辛格和麥哥利收到最终的剧本，故事则由克雷格和马克斯署名。
据喬治亞大學教授罗杰·斯塔尔（Roger Stahl）透露美国军方人员曾亲自修改影片内容，包括在对白中插入美国外交政策及征兵等“关键谈话内容”。军方高级征兵人员向福斯新闻频道表示：“我们不仅希望借这次机会把征兵的思想与电影结合起来，而且要告诉大家，我们有工作，我们的征兵人员正在等待他们。”

### 選角
选角工作于2016年1月宣布。瓦尔·基尔默利用个人Facebook主页为自己重返续集宣传造势。到2018年6月，消息指他会在续集中出现。布洛克海默与剧组让基尔默回归时，克鲁斯坚持要他再度扮演上一部的角色。2018年7月，麥爾斯·泰勒宣布扮演呆頭鵝的儿子，与尼古拉斯·霍尔特和格倫·鮑威爾演对手戏，三人亲自来到克鲁斯家中测试默契。同月，珍妮佛·康納莉加盟剧组，扮演在海军基地旁边经营酒吧的单亲妈妈。2018年8月，鲍威尔加盟剧组，出演戏份颇重的试飞员。鲍威尔在试镜中给制片人布洛克海默、派拉蒙影業和天空之舞传媒的高管留下深刻印象。同月，莫妮卡·巴巴羅、湯瑪遜·麥肯錫、查爾斯·帕內爾、傑·艾利斯、巴希爾·薩拉赫、丹尼·拉米瑞茲、艾德·哈里斯、喬·漢姆和路易斯·普曼加盟剧组，巴巴羅、艾利斯和拉米瑞茲扮演试飞员，麦肯锡扮演康纳利的女儿。哈姆甚至在得到正式报价或剧本之前就签约了电影。2018年9月，曼尼·賈辛托加盟。2018年10月，卡拉·王、杰克·舒马赫、格雷格·塔爾贊·戴維斯、傑克·皮克金、雷蒙德·李、让·路易莎·凯利和莉莉安娜·雷加盟，其中莉莉安娜取代麦肯锡，后者随后改签《失蹤的女孩》。2018年11月，雀儿喜·哈里斯（Chelsea Harris）加盟剧组，角色未明。在第一部中出现的凯莉·麦吉利斯和梅格·瑞安确认不回归。

### 拍攝

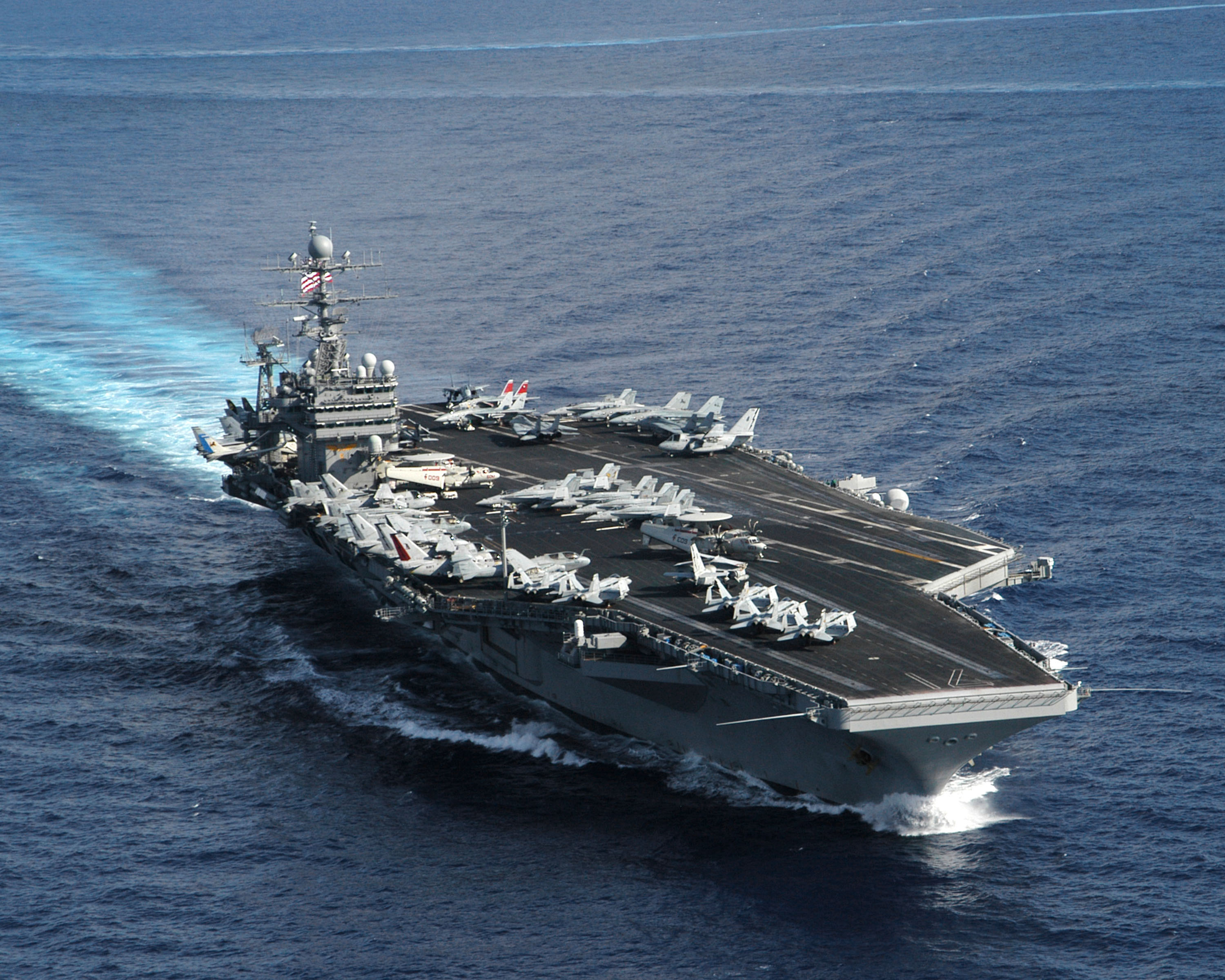
影片取景于西奥多·罗斯福号航空母舰

为了营造演员们在飞行戏中驾驶飞机的错觉，制片人聘请海军出动F/A-18E/F超级大黄蜂战机，安排专业人士驾驶，每小时酬劳高达11,374美元。至少一架飞机配备了专门拍摄后座演员的特殊摄像机。克鲁斯设计了为期三个月的定制“新兵训练营”，专门用来培训有飞行戏份的演员，安排他们适应特技飞行和高G力，让他们学会操作镜头所需的空间意识。海军要求乘坐喷气式战机的演员接受水下疏散等培训。巴巴罗表示演员多次体验查克·科尔曼驾驶Extra 300L进行的特技飞行，其中一次是在飞超级大黄蜂之前，确保他们的身体能适应。为了正确使用相机，演员还要学会打光、摄影及剪辑的技巧，布洛克海默说这是因为从本质上讲，“他们一上飞机就要给自己导戏”。
前期摄影于2018年5月30日在美国加利福尼亚州聖地牙哥举行。8月底，派拉蒙与布洛克海默影业（Bruckheimer Films）安排15名工作人员登上驻诺福克的亚伯拉罕·林肯号航空母舰拍摄飞行甲板活动。2019年2月中旬，克鲁斯与制作团队现身停靠北岛海军航空站的西奧多·羅斯福號航空母艦。同年3月，剧组转战华盛顿州橡港市惠德比岛海军航空站拍摄。2019年6月19日，迈尔斯·泰勒（Miles Teller）在采访中透露他已经在两天前结束拍摄。主体拍摄定于2019年4月15日结束，取景地包括加州圣迭戈、勒穆尔和中国湖海军航空武器站、奇科和太浩湖，以及华盛顿州西雅图和马里兰州帕图森河海军航空站。因应COVID-19疫情封城措施，后期制作与剪辑工作居家完成，由柯金斯基监督。
影片采用IMAX认证的索尼Venice 6K全画幅摄像机拍摄。导演表示制作团队与海军人员花了一年多时间在座舱里使用IMAX相机，两个镜头拍摄演员，两个镜头拍摄前景，外部还有一些镜头。他表示观众会体验到临场感，感受到飞行时的压力、速度和重力，这些都是虚拟摄影棚或视觉特效所不能展现的，需要大量工作。他表示剧组共拍摄了800多个小时的镜头，时长远超过《魔戒》三部曲的总和。空拍镜头采用改装过的L-39信天翁录制，镜头在机头处。片中“暗星”飞机由无人驾驶的SR-72偵察機改装，洛克希德·马丁臭鼬工厂部工程师协助设计。飞机的实体模型在中国湖基地建造拍摄。

### 視覺特效
前美國海軍戰鬥機飛官C·W·勒莫因（C.W. Lemoine）在自家youtube頻道採訪視覺特效工程師弗雷德·林恩（Fred Lyn），弗雷德·林恩於在采访中表示F-14和苏-57的画面是CGI图像。林恩表示几架F-18在飞行训练中缠斗的戏份其实是用一架飞机拍摄，其余几架是CGI，而片尾四架飞机组成的F-18打击群也是如此，其余三架都是CGI。

### 音乐
电影配乐由前作作曲人哈罗德·法尔特迈耶操刀，罗恩·巴尔夫、Lady Gaga、共和世代与漢斯·季默参与制作。专辑于2022年5月27日由新視鏡唱片发行，包括Lady Gaga演唱单曲《牽我的手》及共和世代歌曲《無憂無慮》。配乐融入了前作的片头曲《Top Gun Anthem》，以及乔治·莫罗德尔作曲、肯尼·罗根斯演唱的《Danger Zone》。

## 發行
《捍衛戰士：獨行俠》原定於2019年7月12日由派拉蒙影業發行，其後於2018年8月被推遲至2020年6月26日上映。2020年4月，派拉蒙影業宣布，由於受2019冠状病毒病疫情影響，電影延至2020年12月23日在美國上映。2020年7月，派拉蒙影業再度宣布，電影延至2021年7月2日。2021年4月，電影再度延期至2021年11月19日在美國上映。2021年9月，電影再度延期至2022年5月27日在美國上映。電影將於院線上映的120天後在串流平台派拉蒙+上線。2022年5月18日，影片在第75屆坎城影展放映，组织方特别致敬了《壮志凌云》与汤姆·克鲁斯。2022年5月26日，游戏《空戰奇兵7 未知天際》发行电影联名合作飞行DLC，《微软模拟飞行》推出免费扩展包，内容包括影片中的“暗星”飞机和F/A-18E/F超级大黄蜂。

## 迴響

### 專業評價
《壯志凌雲：獨行俠》上映後大獲好評。根據爛蕃茄上收集的476篇評論文章，其中有456篇給出了「新鮮」的正面評價，「新鮮度」為96%，平均得分8.2（最高10分），而觀眾投票獲得99%的分數，平均得分為4.9（最高5分）。網站的共識評價為：「《壯志凌雲：獨行俠》完成了一項比4G倒置俯衝更棘手的壯舉，續作雖然姍姍來遲，但它以極其有趣的風格超越前作。」在Metacritic上，本片根據63條專業評論（55條好評，8條褒貶不一）獲得78分。影院评分观众评分A+，PostTrak观众评分96%，推荐度84%。
本片在爛番茄整理的2022年度金番茄獎榜單中，被評為最佳電影、最佳全國上映電影、最佳動作與冒險電影。

### 票房
截至12月31日，《壯志凌雲：獨行俠》北美地區票房收入為7.187億美元，在其他地區為7.747億美元，全球總票房為14億9349萬美元，並在全球最高電影票房收入列表中排名第11。在6月17日，影片全球票房突破8亿美元，创下克鲁斯生涯新高，超越《碟中谍6：全面瓦解》此前创下的纪录。6月26日，影片全球票房突破10億美元，為疫情期間繼《蜘蛛人：無家日》後第二部票房達十位數字的電影，成為2022年全球總票房第二高的電影。9月4日，美國本土票房突破7億美元，至9月5日美國本土最高電影票房收入列表排名第5。
北美方面，影片与《開心漢堡店》同期上映，首四日预计在8500万到1亿美元（下同）之间，最高可能会达到1.3亿，最高峰时期登陆北美4732家影院，僅次於4802家影院的《獅子王》。最终首日票房达5200万（其中周二周四晚点映票房1930万，创下克鲁斯个人、派拉蒙以及阵亡将士纪念日周末假期纪录），周末票房预测随之提升到1.5亿。结果首三日以1.267亿空降票房榜第一位，至第四日累计1.605亿票房，是克鲁斯2005年电影《世界大战》同期纪录（6490万）的两倍。影片也刷新了阵亡将士纪念日假期首映电影四日票房的纪录，击败了2007年同期上映的《加勒比海盗3：世界的尽头》（当时票房为1.398亿）。除此之外，影片是繼《蜘蛛人：無家日》、《蝙蝠侠》和《奇異博士2：失控多重宇宙》之后第四部票房達九位數字的作品。影片是派拉蒙影业首周末票房第二高的电影，仅次于2010年5月上映的《鋼鐵人2》（1.281亿）。第二周凭借9000万保持票房第一位，跌幅29%，是国内票房1亿电影的最小跌幅（次周跌幅最高的为33%的《史瑞克2》，该片2004年5月上映首周末票房1.08亿）。第三週被新電影《侏羅紀世界：統霸天下》超越，但票房仍然達5190萬美元。6月13日，影片成为2022年北美首部突破4亿大关的电影，票房成绩大大超越《奇異博士2：失控多重宇宙》。第四周持續強勢，僅下跌14%至4470萬美元，是有史以來第二好的第四週末，僅次於5100萬美元的2009年電影《阿凡達》。
海外方面，影片在62个海外市场上映，累计票房1.24亿，比《碟中谍6：全面瓦解》多28%。其中32个市场刷新克鲁斯电影的开画成绩，18个市场刷新派拉蒙真人电影开画成绩。影片创下派拉蒙真人电影海外上映首周末票房的第二高，仅次于2014年的《變形金剛4：絕跡重生》。开画成绩最好的市场有英国（1940万）、法国（1170万）、澳大利亚（1070万）、日本（970万）和德国（650万），创下克鲁斯票房新高的有中东（630万）、巴西（530万）、荷兰（240万）、瑞典（220万）、比利时（170万）、新西兰（140万）、波兰（120万）、阿根廷（120万）、芬兰（110万）和葡萄牙（77万）。IMAX票房达1040万。次周票房8580万，下降16%，其中IMAX场占1850万。《Deadline》特别提到法国在天气条件恶劣的情况下依然有2100万的周末票房到账。第三周票房5270万，下降37%。第四周票房3970万，下降25%；第五週及第六週票房分別為4570万及3700万。
| 上一届： 《奇異博士2：失控多重宇宙》 | 2022年美國週末票房冠軍 第21-22週 | 下一届： 《侏羅紀世界：統治霸權》 |
| 上一届： 《世紀婚魘》                | 2022年美國週末票房冠軍 第35週    | 下一届： 《野蠻人》               |
| 上一届： 《奇異博士2：失控多重宇宙》 | 2022年台北週末票房冠軍 第22-23週 | 下一届： 《侏羅紀世界：統治霸權》 |
| 上一届： 《侏羅紀世界：統霸天下》    | 2022年台北週末票房冠軍 第25-27週 | 下一届： 《雷神索爾：愛與雷霆》   |
| 上一届： 《新·超人力霸王》           | 2022年日本週末票房冠軍 第22-23週 | 下一届： 《七龍珠超 超級英雄》    |
| 上一届： 《七龍珠超 超級英雄》       | 2022年日本週末票房冠軍 第25-27週 | 下一届： 《雷神索爾：愛與雷霆》   |
| 上一届： 《奇異博士2：失控多元宇宙》 | 2022年香港一週票房冠軍 第21週    | 下一届： 《侏羅紀世界：統治霸權》 |
| 上一届： 《奇異博士2：失控多元宇宙》 | 2022年香港週末票房冠軍 第22週    | 下一届： 《侏羅紀世界：統治霸權》 |
| 上一届： 《侏羅紀世界：統治霸權》    | 2022年香港一週票房冠軍 第23-25週 | 下一届： 《迷你兵團2》            |
| 上一届： 《侏羅紀世界：統治霸權》    | 2022年香港週末票房冠軍 第24-26週 | 下一届： 《迷你兵團2》            |

### 奖项
在第95屆奧斯卡金像獎上，《捍衛戰士：獨行俠》獲得最佳影片、最佳改編劇本、最佳原创歌曲、最佳剪輯、最佳視覺效果及最佳音响六項提名，最終拿下最佳音響獎。除此之外，電影還獲得英国电影学院奖四項提名、评论家选择电影奖六項提名和金球獎兩項提名。入選2022年美國電影學會獎年度十佳電影。

## 争议

### 中国審查未過
影片预告发行不久后，加拿大记者马克·麦金农发现米契爾的G-1飛行夾克与原版有所出入，其中中华民国及日本国旗被省略。外界普遍猜测此举是在向中华人民共和国献媚。美国参议员林赛·格雷厄姆和唐纳德·特朗普之子小唐纳德·特朗普均批评此事。爭議事件发生后，原本参与投资的中国腾讯影业宣布撤资，《華爾街日報》報導，當時是腾讯因為中美貿易戰進入白熱化，為了避免麻煩而退出。前好莱坞制片人克里斯·芬顿接受法国国际广播电台采访称，为了迎合中国市场的审查要求，剪辑或删除一些内容是一个普遍做法。但完全不能接受中国希望当电影上映时，还要在其他国家上映的版本中也要移除。
在推特上有一些网民指出劇本的考量，米契爾在前作穿着的夹克是其在远东服役的父亲于越战期间的舊衣服，故夹克上面才會绣有中华民国和日本国旗的远东美国海军之徽章。且在结尾他已开始改于印度洋执行任务，因此在長達30年的日子以後，他不可能只有一件天天穿而不會磨損，日常所穿夹克早已被换成現代美军样式，故续集中在印度洋的舰队徽章符合常識的设定。而其后电影2022年首映时，在发布的美国預覽版本中，影迷傳出镜头里米契爾将不会穿着印度洋舰队的外套出场，而是与首集相同，为帶有日本及中華民國国旗的老父亲外套。
上述爭議在電影正式上映後稍有減緩是因為，全球等地版本的電影正片全部都確定會不同於先前放出的預告片，同一畫面上飛行夾克依然保持第一集的圖樣而非預告片中不含中華民國國旗的款式，影迷與評論家表示，主要是據傳此前的金主騰訊已經撤資，使現在好萊塢電影可以不依賴中國市場而發揮，且由於強大的國際認可，今回以及近期的上映表現出色，也證實這個結果，雖本片中国版本尚未确定上映日期，但由於当下疫情嚴峻、並正值美國電影遇冷，即使有無修改上映前景都十分渺茫。不過在中國電影網站豆瓣上，此片仍名列2022年榜單之六，6月份該片傳出被審查部門婉拒，但軍事話題、劇情設計與全球第一票房在中國也被持續地廣泛討論。

### 原著方起诉
前作原著文章作者埃胡德·约奈（Ehud Yonay）的家人于2022年6月向派拉蒙发起诉讼，指控续集电影违反版权，要求暂停发行并赔钱。诉状显示，派拉蒙持有约奈文章的独家电影改编权，但相关权利有35年权限，早在2020年1月已经过期，现收归约奈遗孀Shosh及儿子Yuval所有（约奈于2012年去世）。诉状指控派拉蒙在收到版权终止告示后依然继续拍摄，又称新片的许多元素和原著近似。对此派拉蒙表示续集的大部分内容在版权过期之前就已经完成，否认新片衍生自约奈的文章。

## 外部連結
- 官方网站
- 互联网电影数据库（IMDb）上《捍衛戰士：獨行俠》的资料（英文）
- AllMovie上《捍衛戰士：獨行俠》的资料（英文）
- 爛番茄上《捍衛戰士：獨行俠》的資料（英文）
- Box Office Mojo上《捍衛戰士：獨行俠》的資料（英文）
- Metacritic上《捍衛戰士：獨行俠》的資料（英文）
- 開眼電影網上《捍衛戰士：獨行俠》的資料（繁體中文）
- 豆瓣电影上《捍衛戰士：獨行俠》的資料 （简体中文）
- 时光网上《捍衛戰士：獨行俠》的資料（简体中文）